# Russell Square
Russell Square er en stor plads med et haveanlæg i Bloomsbury i det centrale London. Den ligger lige ved University of Londons hovedbygninger og British Museum. Russell Square Station ligger lige ved pladsen.
Pladsen blev anlagt i begyndelsen af det 19. århundrede, og i 2002 blev den restaureret så at den ligner den oprindelige plan. I midten af pladsen står en fontæne med stråler som kommer lige ud fra bakken. 
Navnet kommer fra familien til jarlerne og hertugerne af Bedford, som i 17. og 18. århundrede udviklede familiens ejendomme i London, blandt andet Covent Garden og ejendommen som nu er Russel Square. Nogle af husene fra denne tid er bevaret på vestsiden af pladsen. 
På det nordvestlige hjørne står en blå plaket som fortæller at T.S. Eliot boede der en periode. 
Hotel Russell, der blev grundlagt i 1898, ligger ud til Russell Square.